# Миливоје Лазић (кошаркашки тренер)
Миливоје Лазић (Љубљана, 13. мај 1978) бивши је српски професионални кошаркаш и садашњи кошаркашки тренер.

## Биографија
Рођен је 1978. године у Љубљани. Кошаркашку каријеру започео је у љубљанској Олимпији, а играо је и за репрезентацију Словеније до 14. година. Године 1991. услед распада Југославије преселио се у Београд.
У Србији је играо за ОКК Београд и Колубару ЛА 2003 из Лазаревца. Због тешке повреде повукао се из професионалне кошарке. Завршио је Високу школу за тренере, а магистрирао на Факултету спорта и физичког васпитања Универзитета у Београду.

## Тренерска каријера
Тренерску каријеру започео је 1998. године када је постао тренер младих категорија ФМП-а. Године 2005. почео је да тренира сениорски састав ФМП-а и на челу тима остао до 2010. године. Године 2007. био је на усавршавању у Лас Вегасу као гост Минесота тимбервулвса, боравио у кампу Јута џеза у Детроиту код Игора Кокошкова, а затим и у Чикагу.
Године 2010. дошао је у штаб Партизана код тренера Владе Јовановића. Годину дана касније постао је асистент у Црвеној звезди коју је тада тренирао Светислав Пешић.
Након завршетка сезоне 2011/12. и оставке Пешића, Лазић постаје селектор Црвене звезде. Добио је отказ 4. октобра 2012. године након два узастопна пораза у прве две утакмице на почетку сезоне 2012/13. AБА лиге. У јуну 2013. године постао је тренер Шлонска Вроцлав у Првој лиги Пољске.
У фебруару 2020. године постао је тренер екипе Партизана до 19. година. Дана 30. октобра 2020. постао је привремени тренер првог тима Партизана након одласка Владе Шћепановића. Дебитовао је на клупи Партизана 31. октобра 2020. када је Партизан изгубио од Игокее у продужетцима резултатом 90 : 84. Завршио је свој боравак на позицији привременог главног тренера 5. новембра 2020. године.
У септембру 2021. године постао је тренер Дунава из Старих Бановаца након споразума о сарадњи са Партизаном.